# Ридзанич Максим Володимирович
Макси́м Володи́мирович Ридза́нич (позивний «Адам», 28 грудня 1977, смт Коцюбинське Київської області — 20 березня 2015, біля селища Опитне Ясинуватського району Донецької області) — український воїн, спецпризначинець, десантник, старшина Збройних сил України, учасник російсько-української війни, спортсмен, підприємець. Герой України.

## Життєпис
Народився у селищі міського типу Коцюбинському на Київщині. Має польське коріння. Перші роки свого життя провів у Бережанах на Тернопільщині, куди приїхав із мамою до її батьків. Повернувшишь до Коцюбинського постійно приїздив на канікули до бабусі і дідуся Зіни й Адама Лотоцьких у Бережани. Навчався в школі № 18 смт Коцюбинське, грав у волейбол та баскетбол, співав у хорі, багато читав. Після 11-го класу вступив у коледж, де навчався на геодезиста. Ходив із друзями у походи по різних куточках України.
У 1996 вступив на строкову військову службу, яку проходив у Криму, в м. Сімферополі, у батальйоні спецпризначення Нацгвардії, в/ч 2209. Отримав «краповий» берет, демобілізувався у званні гвардії старшини.
Після армії почав займатися у школі бойових мистецтв «Пересвіт». Чемпіон України з карате, займався боксом. Працював особистим охоронцем іноземця-француза. Добре володів англійською мовою, почав вивчати французьку. По тому працював на державній службі та в комерційних структурах. Здобув вищу юридичну освіту.
Мешкав із сім'єю у місті Буча. Реалізував себе як успішна людина, підприємець, директор власної фірми. Був активістом громадської організації «Нові обличчя» та постійним учасником громадського життя Приірпіння. Кожного року з дітьми проводив у походах — сплавлялися на катамаранах та байдарках, піднімалися в гори у Криму й Карпатах.
На фронт пішов добровольцем у вересні 2014 року. Старшина, головний сержант роти — командир взводу снайперів 1-ї аеромобільної десантної роти 90-го окремого десантного штурмового батальйону «Житомир» 81-ї десантно-штурмової бригади.
Взяв собі позивний «Адам» на честь свого діда — кулеметника, ветерана Другої світової війни. Під час підготовки на Житомирському полігоні у с. Перлявка особисто тренував бійців, кожного ранку бігав з ними по 3 км. У жовтні зі своїм підрозділом вирушив на Схід, — у Костянтинівку, і далі в Піски та Донецький аеропорт.
Пройшов дві ротації у старому та новому терміналах аеропорту, під час найважчих боїв зими 2014—2015. 23 січня останнім виходив зі своїми бійцями з території аеропорту, вже після руйнування нового терміналу, — з позиції «Пожарка», що біля злітної смуги. В лютому повернувся у Водяне. Біля позиції «Мурашник», разом зі своїм товаришем Володимиром Гнатюком знищив ворожого коригувальника вогню. 26 лютого Гнатюк загинув. Максим дуже важко переніс втрату друга, їздив на його похорон і тоді ж, на початку березня в останнє побував удома.

### Обставини загибелі
Загинув 20 березня 2015 під час бойового зіткнення з російськими диверсантами поблизу с-ща Опитне Ясинуватського району Донецької області. Вранці, разом із двома бійцями взводу та розвідниками 81-ї бригади виїхав на бойове завдання проти ДРГ противника, яка підібралась до спостережного пункту. Під час обстеження території розділилися на групи. Наймолодший боєць взводу 20-річний Олександр з позивним «Малиш» повідомив по рації, що поранений і бачить поблизу двох диверсантів. Ридзанич одразу ж пішов на допомогу, і коли наблизився до посадки, його прошила автоматна черга. Куля зайшла під бронежилет і завдала смертельного поранення у груди. Ще один боєць взводу з позивним «Живчик» дістав поранення. У тому ж бою загинув розвідник Євгеній Рєпін.
23 березня похований на кладовищі смт Коцюбинське.
Залишились батьки, дружина Ірина та троє дітей, — двоє синів 12-річний Рінат і 9-річний Єгор та 10-річна донька Каріна. Дружина за фахом лікар. Старший син Рінат займається боксом.

## Нагороди та відзнаки
- Звання Герой України з удостоєнням ордена «Золота Зірка» (22 серпня 2021, посмертно) — за особисту мужність і героїзм, виявлені у захисті державного суверенітету та територіальної цілісності України, самовіддане служіння Українському народові[3]. Нагороду вручено дружині під час святкування 30-ї річниці Незалежності України у м. Київ.
- Орден «За мужність» III ст. (23 травня 2015, посмертно) — за особисту мужність і високий професіоналізм, виявлені у захисті державного суверенітету та територіальної цілісності України, вірність військовій присязі[4].
- Рішенням 33-ї сесії Бучанської міськради 4 вересня 2017 року присвоєне звання «Почесний громадянин міста Буча» (посмертно)[5][6].
- Нагороджений Орденом «Народний Герой України» (31.03.2018, посмертно)[7].

## Пам'ять

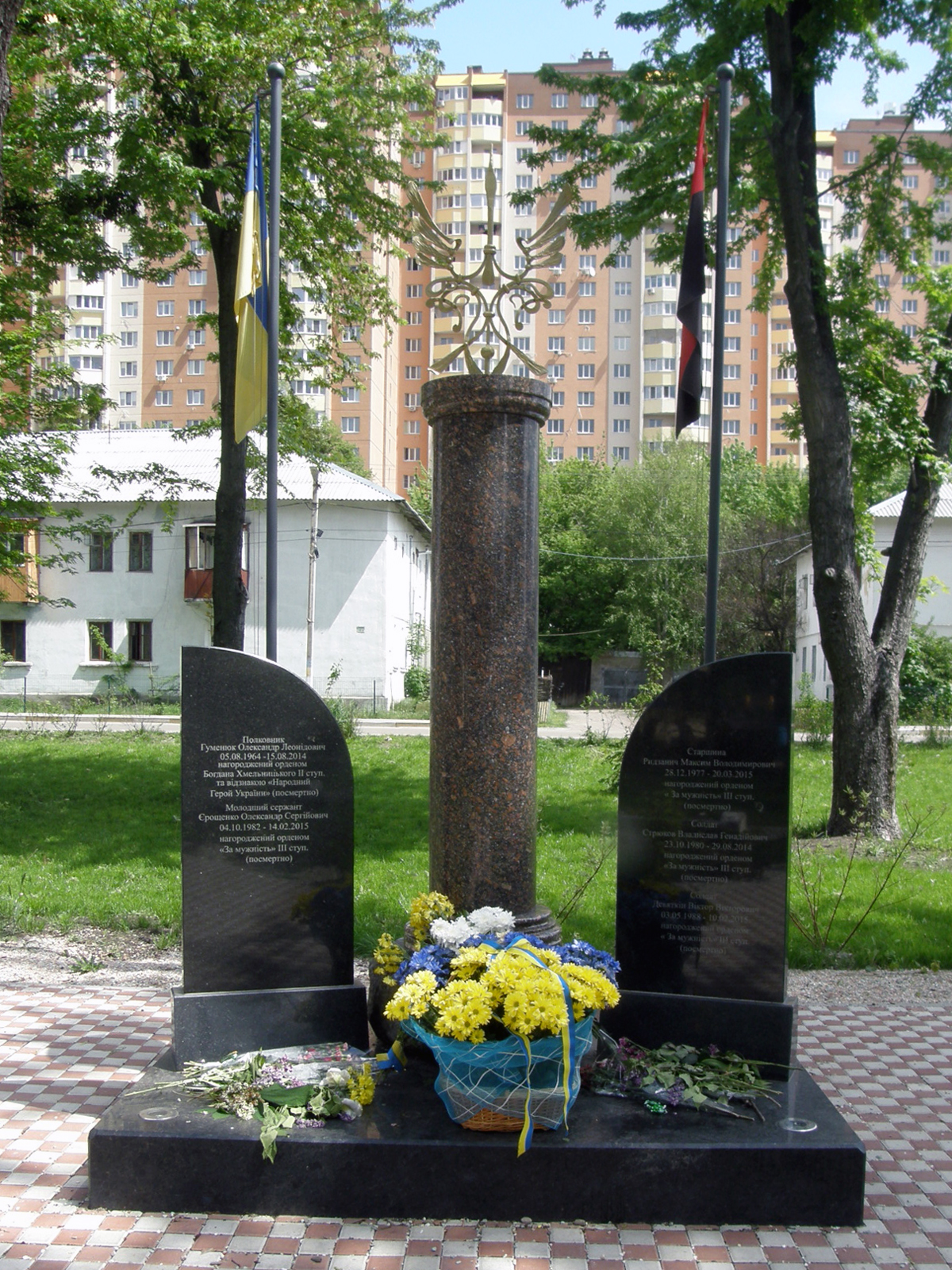
пам'ятник у Коцюбинському з іменем Ридзанича

З метою увічнення пам'яті жителя міста Бучі, учасника антитерористичної операції на Сході країни, рішенням Бучанської міської ради за № 2282-72-VI від 25 червня 2015 вулиця Петровського перейменована у вулицю Максима Ридзанича, провулок Петровського — у провулок Максима Ридзанича.
20 вересня 2015 на будівлі Ірпінської ЗОШ І-ІІІ ст. № 18 у Коцюбинському, відкрито меморіальну дошку на честь випускника школи Максима Ридзанича.
3 жовтня 2015 в м. Буча пройшов Всеукраїнський професійний турнір зі змішаних єдиноборств MMA PRO UKRAINE-2. Захід було присвячено пам'яті Максима Ридзанича.
28 грудня 2015 у Коцюбинському, на будинку, де мешкав Максим Ридзанич, за адресою вул. Доківська, 39, відкрито меморіальну дошку на його честь.
7 квітня 2017 в м. Бережани на Тернопільщині на будинку, де пройшли дитячі роки Максима Ридзанича, за адресою вул. Пирогова, 5, йому встановлено меморіальну дошку.
Максиму Ридзаничу присвячений вірш «Небо плаче…».
У жовтні 2022 року в Бережанах видруковано марки із портретами — Віталія Скакуна, Максима Ридзанича і героя Небесної сотні Устима Голоднюка.